# Список воєнних дій під час російського вторгнення в Україну (з 2022)
Це перелік воєнних дій під час російського вторгнення в Україну у 2022 році, включаючи сухопутні, морські та повітряні бойові дії, а також кампанії, операції, оборонні рубежі та бої.

## Позиційні бої

Мапа воєнних дій в Україні

Бойові дії під час війни на сході України після підписання других Мінських домовленостей змінили свій характер, а саме перейшли до фази позиційних боїв, які мали різний рівень інтенсивності в періоді між 2015 та 2022 роками. За цей час обидві сторони встигли облаштувати позиції, а саме: налагодить інфраструктуру, фортифікувати їх, створити відповідну логістику. Після спроби заморозити конфлікт спостерігався короткостроковий успіх, цей період закінчився коли РФ почала підготовку до повномасштабного вторгнення в Україну та порушила режим припинення вогню (також і озброєнням, яке заборонене Мінськими домовленостями), з ціллю спровокувати ЗСУ на ескалацію, яка б виправдала заплановане вторгнення. Після початку вторгнення бойові дії мають характер штурмів позицій.
| Позиційні бої від | Активна фаза з | Кінцева дата   | Назва                      | Операція           | Результат      | Статус                         |
| ----------------- | -------------- | -------------- | -------------------------- | ------------------ | -------------- | ------------------------------ |
| 19 березня 2014   | 20 червня 2022 |                | Окупація бурових вишок     | Н/Д                | Тривають       | Окуповано Росією               |
| 14 червня 2014    | 20 лютого 2022 | 27 лютого 2022 | Бої за Щастя               | Донецький напрямок | Перемога Росії | Окуповано ЛНР                  |
| 14 червня 2014    | 18 лютого 2022 |                | Партизанщина на Донбасі    | Донецький напрямок | Тривають       | Частково окуповано ДНР та ЛНР  |
| 28 червня 2014    | 17 лютого 2022 | 26 лютого 2022 | Бої за Станицю Луганську   | Донецький напрямок | Перемога Росії | Окуповано ЛНР                  |
| 14 липня 2014     | 1 березня 2022 |                | Бої за Горлівку            | Донецький напрямок | Тривають       | Окуповано ДНР                  |
| 17 липня 2014     | 24 лютого 2022 | 9 травня 2022  | Бої за Попасну             | Донецький напрямок | Перемога Росії | Окуповано ЛНР                  |
| 21 липня 2014     | 8 лютого 2022  | 25 серпня 2022 | Бої за Піски               | Донецький напрямок | Перемога Росії | Окуповано ДНР                  |
| 21 липня 2014     | 20 лютого 2022 |                | Бої за Авдіївку            | Донецький напрямок | Тривають       | Визначається                   |
| 28 липня 2014     | 17 лютого 2022 | 31 липня 2022  | Бої у шахти «Бутівка»      | Донецький напрямок | Перемога Росії | Окуповано ДНР                  |
| 24 серпня 2014    | 5 лютого 2022  | 27 лютого 2022 | Бої під Докучаєвськом      | Донецький напрямок | Перемога Росії | Окуповано ДНР                  |
| 25 серпня 2014    | 10 лютого 2022 | 1 березня 2022 | Бої під Маріуполем         | Донецький напрямок | Перемога Росії | Окуповано ДНР                  |
| 7 жовтня 2014     | 18 лютого 2022 | 23 червня 2022 | Бої за Бахмутку            | Донецький напрямок | Перемога Росії | Окуповано ЛНР                  |
| 3 червня 2015     | 24 лютого 2022 |                | Бої за Мар'їнку            | Донецький напрямок | Тривають       | Визначається                   |
| 23 квітня 2016    | 8 лютого 2022  | 24 травня 2022 | Бої на Світлодарській дузі | Донецький напрямок | Перемога Росії | Окуповано ДНР                  |
| 25 березня 2018   | 24 лютого 2022 | 16 квітня 2022 | Блокада Азовського моря    | Н/Д                | Перемога Росії | Окуповано та анексовано Росією |

## Лютий
| Дата початку   | Кінцева дата      | Назва                          | Операція                 | Результат        | Статус             |
| -------------- | ----------------- | ------------------------------ | ------------------------ | ---------------- | ------------------ |
| 24 лютого 2022 | 30 червня 2022    | Атаки на острів Зміїний        | Південний напрямок       | Перемога України | Звільнено Україною |
| 24 лютого 2022 | 11 листопада 2022 | Бої за Херсон                  | Таврійський напрямок     | Перемога України | Звільнено Україною |
| 24 лютого 2022 | 27 лютого 2022    | Бій за Гостомельський аеропорт | Поліський напрямок       | Невизначено      | Звільнено Україною |
| 24 лютого 2022 | 2 квітня 2022     | Бої за Чорнобиль               | Поліський напрямок       | Перемога України | Звільнено Україною |
| 24 лютого 2022 | 11 вересня 2022   | Бої за Харків                  | Слобожанський напрямок   | Перемога України | Контроль збережено |
| 24 лютого 2022 | 4 квітня 2022     | Бої за Глухів                  | Сіверський напрямок      | Перемога України | Контроль збережено |
| 24 лютого 2022 | 3 квітня 2022     | Бої за Конотоп                 | Сумський напрямок        | Перемога України | Звільнено Україною |
| 24 лютого 2022 | 4 квітня 2022     | Бої за Суми                    | Сумський напрямок        | Перемога України | Контроль збережено |
| 24 лютого 2022 | 2 квітня 2022     | Бої за Чернігів                | Сіверський напрямок      | Перемога України | Контроль збережено |
| 24 лютого 2022 | 25 березня 2022   | Бої за Тростянець              | Сумський напрямок        | Перемога України | Звільнено Україною |
| 24 лютого 2022 | 27 березня 2022   | Бої за Охтирку                 | Сумський напрямок        | Перемога України | Контроль збережено |
| 24 лютого 2022 | 7 березня 2022    | Бої за Чугуїв                  | Слобожанський напрямок   | Перемога України | Контроль збережено |
| 25 лютого 2022 | 1 квітня 2022     | Бої за Іванків                 | Поліський напрямок       | Перемога України | Звільнено Україною |
| 25 лютого 2022 | 31 березня 2022   | Бої за Бучу                    | Поліський напрямок       | Перемога України | Звільнено Україною |
| 25 лютого 2022 | 31 березня 2022   | Битва за Київ                  | Поліський напрямок       | Перемога України | Контроль збережено |
| 25 лютого 2022 | 1 квітня 2022     | Битва за Гостомель             | Поліський напрямок       | Перемога України | Звільнено Україною |
| 25 лютого 2022 | 31 березня 2022   | Бої за Ромни                   | Сумський напрямок        | Перемога України | Контроль збережено |
| 25 лютого 2022 | 1 березня 2022    | Бої за Мелітополь              | Таврійський напрямок     | Перемога Росії   | Окуповано Росією   |
| 25 лютого 2022 | 3 березня 2022    | Бої за Старобільськ            | Донецький напрямок       | Перемога Росії   | Окуповано ЛНР      |
| 25 лютого 2022 | 16 травня 2022    | Бої за Маріуполь               | Донецький напрямок       | Перемога Росії   | Окуповано ДНР      |
| 26 лютого 2022 | 8 вересня 2022    | Бої за Балаклію                | Слобожанський напрямок   | Перемога України | Звільнено ЗСУ      |
| 26 лютого 2022 | 27 лютого 2022    | Бої за Васильків               | Поліський напрямок       | Перемога України | Контроль збережено |
| 26 лютого 2022 | 24 березня 2022   | Бої за Миколаїв                | Південнобузький напрямок | Перемога України | Контроль збережено |
| 26 лютого 2022 | 4 квітня 2022     | Бої за Лебедин                 | Сіверський напрямок      | Перемога України | Контроль збережено |
| 26 лютого 2022 | 30 березня 2022   | Рейкова війна в Білорусі       | Поліський напрямок       | Невизначено      | Режим Лукашенка    |
| 27 лютого 2022 | 1 березня 2022    | Бої за Бердянськ               | Таврійський напрямок     | Перемога Росії   | Окуповано Росією   |
| 27 лютого 2022 | 28 березня 2022   | Бої за Ірпінь                  | Поліський напрямок       | Перемога України | Контроль збережено |
| 27 лютого 2022 | 1 квітня 2022     | Бої за Макарів                 | Поліський напрямок       | Перемога України | Звільнено Україною |
| 27 лютого 2022 | 12 березня 2022   | Бої за Волноваху               | Донецький напрямок       | Перемога Росії   | Окуповано ДНР      |
| 27 лютого 2022 |                   | Бої під Чорнобаївкою           | Таврійський напрямок     | Тривають         | Окуповано Росією   |
| 28 лютого 2022 | 4 березня 2022    | Бої за Енергодар               | Таврійський напрямок     | Перемога Росії   | Окуповано Росією   |
| 28 лютого 2022 | 10 березня 2022   | Бої за Василівку               | Таврійський напрямок     | Перемога Росії   | Окуповано Росією   |
| 28 лютого 2022 | 1 березня 2022    | Бої під Крутами                | Сіверський напрямок      | Перемога України | Контроль збережено |
| 28 лютого 2022 | 7 березня 2022    | Бої за Токмак                  | Таврійський напрямок     | Перемога Росії   | Окуповано Росією   |
| 28 лютого 2022 |                   | Обстріли Одеси                 | Південний напрямок       | Тривають         | Контроль збережено |

## Березень
| Дата початку    | Кінцева дата    | Назва                | Операція                 | Результат        | Статус             |
| --------------- | --------------- | -------------------- | ------------------------ | ---------------- | ------------------ |
| 1 березня 2022  | 31 березня 2022 | Бої за Бровари       | Сіверський напрямок      | Перемога України | Контроль збережено |
| 1 березня 2022  |                 | Бої за Гуляйполе     | Таврійський напрямок     | Тривають         | Визначається       |
| 2 березня 2022  | 25 червня 2022  | Бої за Сєвєродонецьк | Донецький напрямок       | Перемога Росії   | Окуповано ЛНР      |
| 2 березня 2022  | 15 березня 2022 | Бої за Вознесенськ   | Південнобузький напрямок | Перемога України | Контроль збережено |
| 3 березня 2022  | 10 вересня 2022 | Бої за Ізюм          | Слобожанський напрямок   | Перемога України | Звільнено ЗСУ      |
| 3 березня 2022  | 6 березня 2022  | Бої за Пологи        | Таврійський напрямок     | Перемога Росії   | Окуповано Росією   |
| 4 березня 2022  | 12 травня 2022  | Бої за Рубіжне       | Донецький напрямок       | Перемога Росії   | Окуповано ЛНР      |
| 18 березня 2022 | 27 березня 2022 | Бої за Славутич      | Сіверський напрямок      | Перемога України | Звільнено Україною |

## Квітень
| Дата початку   | Кінцева дата    | Назва            | Операція               | Результат        | Статус            |
| -------------- | --------------- | ---------------- | ---------------------- | ---------------- | ----------------- |
| 4 квітня 2022  |                 | Бої на кордоні   | Сіверський напрямок    | Тривають         | Часткова окупація |
| 10 квітня 2022 | 20 травня 2022  | Бої за Азовсталь | Донецький напрямок     | Перемога Росії   | Окуповано ДНР     |
| 11 квітня 2022 | 11 вересня 2022 | Бої за Довгеньке | Слобожанський напрямок | Перемога України | Звільнено ЗСУ     |
| 18 квітня 2022 |                 | Битва за Донбас  | Донецький напрямок     | Тривають         | Часткова окупація |
| 18 квітня 2022 | 19 квітня 2022  | Бої за Кремінну  | Донецький напрямок     | Перемога Росії   | Окуповано ЛНР     |

## Травень
| Дата початку   | Кінцева дата    | Назва                        | Операція             | Результат        | Статус        |
| -------------- | --------------- | ---------------------------- | -------------------- | ---------------- | ------------- |
| 5 травня 2022  | 13 травня 2022  | Форсування Сіверського Донця | Донецький напрямок   | Перемога України | Звільнено ЗСУ |
| 23 травня 2022 | 2 жовтня 2022   | Бої за Лиман                 | Донецький напрямок   | Перемога України | Звільнено ЗСУ |
| 24 травня 2022 | 2 липня 2022    | Бої за Лисичанськ            | Донецький напрямок   | Перемога Росії   | Окуповано ЛНР |
| 26 травня 2022 | 7 січня 2024    | Бої за Бахмут                | Донецький напрямок   | Перемога Росії   | Окуповано ДНР |
| 27 травня 2022 | 4 жовтня 2022   | Бої за Давидів Брід          | Таврійський напрямок | Перемога України | Звільнено ЗСУ |
| 30 травня 2022 | 12 вересня 2022 | Бої за Святогірськ           | Донецький напрямок   | Перемога України | Звільнено ЗСУ |

## Липень
| Дата початку | Кінцева дата | Назва           | Операція           | Результат | Статус       |
| ------------ | ------------ | --------------- | ------------------ | --------- | ------------ |
| 3 липня 2022 |              | Бої за Сіверськ | Донецький напрямок | Тривають  | Визначається |

## Авіа- та ракетні удари

### Бомбардування міст
До цієї категорії належать авіанальоти та ракетні обстріли населених пунктів, які не є складовою бойових дій за контроль над ними, та під час яких окрім військових об'єктів також невійськового та подвійного призначення були атаковані.
| Перша атака     | Остання атака   | Ціль                | Нападник | Опис                                                                                   |
| --------------- | --------------- | ------------------- | -------- | -------------------------------------------------------------------------------------- |
| 24 лютого 2022  | 9 березня 2022  | Житомир             | Росія    | Атака на аеродроми; ОПК; медичні заклади та житлову забудову                           |
| 24 лютого 2022  | 12 квітня 2022  | Миргород            | Росія    | Атака на військовий аеродром та міську інфраструктуру                                  |
| 24 лютого 2022  | 27 березня 2022 | Луцьк               | Росія    | Атака на військовий аеродром та нафтобази                                              |
| 24 лютого 2022  | 14 червня 2022  | Львів               | Росія    | Атаки по військових об'єктах; ОПК; нафтобазах; залізничній та цивільній інфраструктурі |
| 25 лютого 2022  | 25 квітня 2022  | Коростень           | Росія    | Атака на телевежу; блокпости; житлову забудову та залізничну інфраструктуру            |
| 25 лютого 2022  | 25 квітня 2022  | Рівне               | Росія    | Атака на аеропорт; телевежу; нафтобазу та залізничну інфраструктуру                    |
| 27 лютого 2022  | 25 травня 2022  | Запоріжжя           | Росія    | Атака на аеродроми; залізничну інфраструктуру; цивільні об'єкти; острів Хортицю        |
| 6 березня 2022  | 6 березня 2022  | Овруч               | Росія    | Атака на житлові та адміністративні будівлі; лікарню.                                  |
| 6 березня 2022  | 25 березня 2022 | Вінниця             | Росія    | Атака на цивільний аеропорт; телевежу та командний центр ВПС України                   |
| 6 березня 2022  | 20 травня 2022  | Малин               | Росія    | Атака на житлові та адміністративні будинки; церкву; залізничну інфраструктуру         |
| 10 березня 2022 | 10 березня 2022 | Загреб              | Невідомо | Паркінг атакований модернізованим Ту-141 з бойовою частиною ФАБ-100 через глітч        |
| 14 березня 2022 | 14 березня 2022 | Донецьк             | Невідомо | Атака центру міста з невідомою ціллю; масове вбивство цивільного населення             |
| 29 березня 2022 | 27 квітня 2022  | Бєлгород            | Україна  | Атаки на склади боєприпасів та нафтопромислові об'єкти                                 |
| 2 квітня 2022   | 12 травня 2022  | Кременчук           | Росія    | Атака на нафтопереробний завод; ТЕЦ; міську інфраструктуру                             |
| 8 квітня 2022   | 8 квітня 2022   | Краматорськ         | Росія    | Атака на залізничну інфраструктуру; масове вбивство біженців                           |
| 22 квітня 2022  | 30 квітня 2022  | Добропілля          | Росія    | Атака на житлові будинки; навчальні заклади                                            |
| 3 травня 2022   | 8 травня 2022   | Арциз               | Росія    | Атака на силос; елеватор та міську інфраструктуру                                      |
| 3 травня 2022   | 3 травня 2022   | Воловець            | Росія    | Атака на залізничну інфраструктуру                                                     |
| 12 травня 2022  | 12 травня 2022  | Новгород-Сіверський | Росія    | Атака на навчальні заклади;лікарню; житлові будинки; адміністративні об'єкти           |
| 11 червня 2022  | 11 червня 2022  | Чортків             | Росія    | Атака на військову інфраструктуру та житлові будинки                                   |
| 22 червня 2022  | 22 червня 2022  | Новошахтинськ       | Україна  | Атака на завод нафтопродуктів                                                          |

### Атаки по військових цілях
До цієї категорії належать авіаудари та ракетні обстріли об'єктів, які використовуються в військових цілях, але які не є елементом боїв за встановлення контроля над ними.
| Перша атака     | Остання атака   | Ціль                     | Нападник | Опис                                                                       |
| --------------- | --------------- | ------------------------ | -------- | -------------------------------------------------------------------------- |
| 24 лютого 2022  | 13 березня 2022 | Івано-Франківськ         | Росія    | Атака на військовий аеродром та аеропорт                                   |
| 24 лютого 2022  | 13 березня 2022 | Старокостянтинів         | Росія    | Атака на військовий аеродром                                               |
| 25 лютого 2022  | 25 лютого 2022  | Авіабаза «Міллерово»     | Україна  | Атака та знищення винищувачів Су-30СМ                                      |
| 24 лютого 2022  | 13 березня 2022 | Володимир                | Росія    | Атака на військову частину                                                 |
| 1 березня 2022  | 12 березня 2022 | Аеродром Канатове        | Росія    | Атака на потенційний аеродром ВПС України                                  |
| 13 березня 2022 | 15 травня 2022  | Яворівський полігон      | Росія    | Атака на навчальний полігон та військову інфраструткру Яворівського району |
| 18 березня 2022 | 18 березня 2022 | Делятин                  | Росія    | Атака на підземний ракетний склад ЗСУ                                      |
| 24 березня 2022 | 24 березня 2022 | Порт Бердянська          | Україна  | Атака на російські десантних кораблі в окупованому порту                   |
| 14 квітня 2022  | 14 квітня 2022  | Крейсер «Москва»         | Україна  | Атака ВМС України на флагман Чорноморського флота РФ                       |
| 17 травня 2022  | 17 травня 2022  | Навчальний центр «Десна» | Росія    | Атака бараків у 169-му навчальному центрі «Десна»                          |